# Ablabesmyia peleensis
Ablabesmyia peleensis es una especie de insecto díptero del género Ablabesmyia, familia Chironomidae.

Fue descrito por primera vez en 1926 por Walley. 

## Distribución
Esta especie se encuentra en la zona noreste de Norteamérica y habitualmente subsiste en sedimentos del fondo de espejos de agua o vegetación sumergida.